# Логвинов Микола Григорович
Логвинов Микола Григорович (31 січня 1927, с. Новоайдар, нині смт Луганської обл. — 1 жовтня 2006, м. Донецьк) — український учений у галузі гірничої електромеханіки, фахівець з механіки газорідинних середовищ та промислових гідропневматичних систем. Доктор технічних наук (1973), професор (1973), заслужений діяч науки і техніки УРСР (1978).

## Освіта і професійна діяльність
Микола Логвинов здобув вищу технічну освіту у Сталінському індустріальному інституті (нині — Донецький національний технічний університет), який закінчив у 1952 році за спеціальністю «гірничий інженер-електромеханік». Відразу після закінчення навчання розпочав науково-педагогічну кар’єру в рідному виші.
У 1969–2004 роках очолював кафедру теоретичної механіки ДонНТУ. Після смерті науковця кафедру названо його іменем (2006). Завдяки його керівництву вона стала одним із провідних осередків прикладної механіки в Україні.

## Наукова діяльність
Основні напрями наукових досліджень Миколи Логвинова стосувалися механіки газорідинних середовищ, зокрема стаціонарного обладнання, а також моделювання динамічних процесів у гідропневматичних системах, які використовуються в промисловості та гірничій справі[джерело?]. Його роботи були спрямовані на вдосконалення технічних систем із рідиною та газом як робочим середовищем, зокрема гідравлічних приводів, амортизаторів, елементів енергетичного та видобувного обладнання.[джерело?]
Він розробив низку методик математичного моделювання процесів у таких системах, що дозволило значно підвищити їхню надійність, ефективність та безпеку експлуатації. Його наукові здобутки застосовувалися як у вугільній, так і в загальнотехнічній промисловості.[джерело?]
Автор понад 200 наукових публікацій, включно з монографіями, навчальними посібниками та патентами. Підготував значну кількість кандидатів та докторів технічних наук, заклавши фундамент для подальшого розвитку донецької наукової школи в галузі механіки.[джерело?]

## Визнання
За вагомий внесок у розвиток технічної науки[джерело?] Миколі Григоровичу Логвинову було присвоєно звання заслуженого діяча науки і техніки УРСР (1978). Його наукова, викладацька та організаційна діяльність залишила значний слід у формуванні інженерної освіти Донбасу.[джерело?]

## Пам’ять
У 2006 році кафедра теоретичної механіки ДонНТУ була перейменована на кафедру імені професора М. Г. Логвинова на знак вшанування його наукового й педагогічного внеску.[джерело?]

## Основні праці
- Автоколебания в эрлифтах // Респ. межведомствен. научно-тех. сб. К., 1968. № 13;
- К вычислению деформации упругого элемента в задачах о линейных колебаниях // Сб. научно-метод. статей по теормеханике. Москва, 1986 (співавт.);
- Выбор параметров динамического гасителя колебаний шахтного подъемного сосуда // Тр. Донец. тех. університета. 1996 (співавт.);
- Повышение производительности поршневых компрессоров акустическим методом // Наук. пр. Донец. тех. університету. Сер. гірн.-електромех. 2001. Вип. 27.